# Ocotelolco

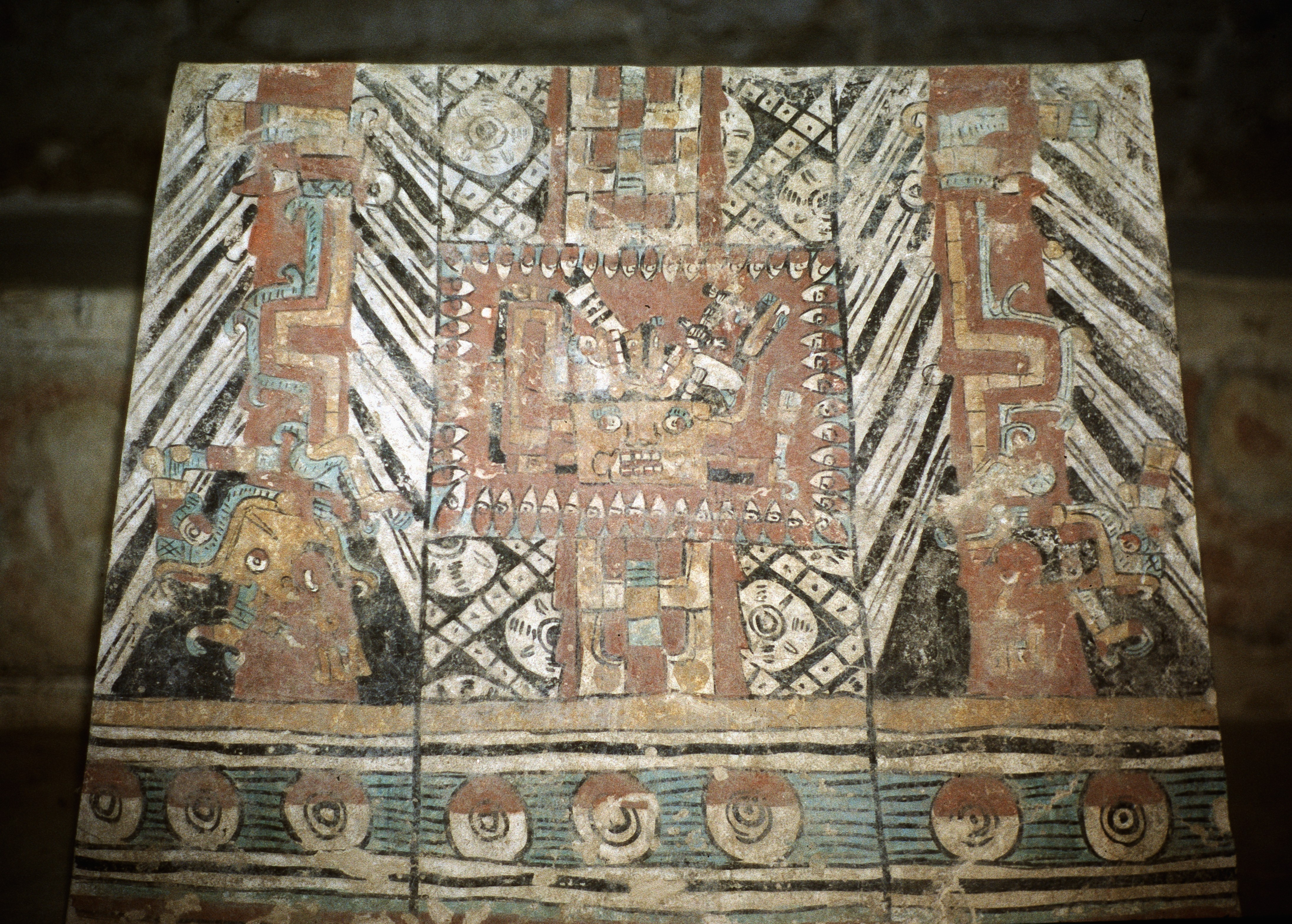
Altare dipinto, Ocotelulco.

Ocotelolco (a volte scritto Ocotelulco), era nel Messico precolombiano uno dei quattro altepetl indipendenti che formavano la confederazione di Tlaxcallan. Fu il secondo altepetl ad essere fondato, ma al tempo della conquista spagnola del Messico era, assieme a Tizatlan, la più potente delle quattro comunità alleate. Mentre Ocotelolco aveva il controllo economico, possedendo il maggior mercato della regione, Tizatlan aveva il potere militare e comandava l'esercito di Tlaxcala. All'arrivo in Messico degli spagnoli, Ocotelolco era governata da Maxixcatzin. Tramite una serie di eventi politici, Ocotelolco assunse il domnio su Tizatlan alla fine della conquista spagnola.